# Монфери, Доминик
Доминик Монфери (фр. Dominique Monfery) — французский художник-мультипликатор, режиссёр. В 2003 году режиссировал мультфильм «Судьба», который в 2004 году был номинирован на премию Оскар как лучший анимационный короткометражный фильм. Его работа 2009 года «Керити, жилище сказок» была отмечена особым призом на Международном фестивале анимационных фильмов в Анси.
Короткометражный анимационный фильм Монфери «Au fil de l’ eau» называют возможным номинантом на премию Оскар 2016.

## Биография
Монфери начал свою карьеру аниматора во Франции с работы над анимационными сериалами «Rahan, fils des âges farouches» (1987) и «Пиф и Геркулес» (1989). Затем он переходит на работу в Disney и участвует в создании мультфильмов «Винни Пух и Рождество» Джейми Митчела, «Микки потерял голову» Криса Бейли, «Утиные истории», «Горбун из Нотр-Дама», «Атлантида: Затерянный мир», «Тарзан», «Похождения императора» и сериалов «Чудеса на виражах» и «Гуфи и его команда», как аниматор персонажей.
В 2003 году становится режиссёром короткометражного мультфильма «Судьба», который в 2004 году был номинирован на премию Оскар как лучший анимационный короткометражный фильм и премию «Энни» в категории «Выдающиеся достижения в короткометражной анимации». В 2006 году он режиссирует свой первый полнометражный мультфильм «Франклин и сокровища Озера Черепахи». Мультфильм Монфери «Керити, жилище сказок» (2009 год, художник-постановщик, мультипликатор и дизайнер Ребекка Дотремер) участвовал в нескольких номинациях на Международном фестивале анимационных фильмов в Анси и был отмечен особым призом. В 2014 году выходит коммерчески успешный мультфильм «Махни крылом».